# MUSC Health Women's Open 2021
MUSC Health Women's Open 2021 là một giải quần vợt trong WTA Tour 2021 thi đấu trên mặt sân đất nện màu xanh lá cây ở Charleston, South Carolina, Hoa Kỳ. Giải đấu diễn ra tại Family Circle Tennis Center từ ngày 12 đến ngày 18 tháng 4 năm 2021.

## Nội dung đơn

### Hạt giống
| Quốc gia | Tay vợt          | Xếp hạng1 | Hạt giống |
| -------- | ---------------- | --------- | --------- |
| TUN      | Ons Jabeur       | 28        | 1         |
| POL      | Magda Linette    | 51        | 2         |
| USA      | Shelby Rogers    | 52        | 3         |
| FRA      | Alizé Cornet     | 59        | 4         |
| JPN      | Misaki Doi       | 77        | 5         |
| AUS      | Ajla Tomljanović | 78        | 6         |
| USA      | Lauren Davis     | 79        | 7         |
| USA      | Madison Brengle  | 81        | 8         |

- 1 Bảng xếp hạng vào ngày 5 tháng 4 năm 2021 [2]

### Vận động viên khác
Đặc cách:
- Linda Fruhvirtová
- Emma Navarro
- CoCo Vandeweghe

Miễn đặc biệt:
- María Camila Osorio Serrano

Vượt qua vòng loại:
- Claire Liu
- Grace Min
- Alycia Parks
- Storm Sanders

### Rút lui
Trước giải đấu
- Amanda Anisimova → thay thế bởi  Caty McNally
- Irina-Camelia Begu → thay thế bởi  Wang Yafan
- Anna Blinkova → thay thế bởi  Liudmila Samsonova
- Danielle Collins → thay thế bởi  Francesca Di Lorenzo
- Coco Gauff → thay thế bởi  Viktoriya Tomova
- Madison Keys → thay thế bởi  Sara Errani
- Barbora Krejčíková → thay thế bởi  Tereza Martincová
- Ann Li → thay thế bởi  Danka Kovinić
- Jessica Pegula → thay thế bởi  Clara Tauson
- Rebecca Peterson → thay thế bởi  Christina McHale
- Yulia Putintseva → thay thế bởi  Renata Zarazúa
- Anastasia Potapova → thay thế bởi  Stefanie Vögele
- Laura Siegemund → thay thế bởi  Kristie Ahn
- Sloane Stephens → thay thế bởi  Natalia Vikhlyantseva

### Bỏ cuộc
- Alizé Cornet
- Misaki Doi
- Tereza Martincová

## Nội dung đôi

### Hạt giống
| Quốc gia | Tay vợt           | Quốc gia | Tay vợt              | Xếp hạng1 | Hạt giống |
| -------- | ----------------- | -------- | -------------------- | --------- | --------- |
| AUS      | Ellen Perez       | AUS      | Storm Sanders        | 117       | 1         |
| USA      | Kaitlyn Christian | USA      | Sabrina Santamaria   | 123       | 2         |
| JPN      | Misaki Doi        | JPN      | Nao Hibino           | 158       | 3         |
| AUS      | Arina Rodionova   | NED      | Rosalie van der Hoek | 167       | 4         |

- Bảng xếp hạng vào ngày 5 tháng 4 năm 2021.

### Vận động viên khác
Đặc cách:
- Sophie Chang /  Emma Navarro

Bảo toàn thứ hạng:
- Oksana Kalashnikova /  Alla Kudryavtseva

Thay thế:
- Linda Fruhvirtová /  Tereza Martincová

### Rút lui
Trước giải đấu
- Anna Blinkova /  Lucie Hradecká → thay thế bởi  Elixane Lechemia /  Ingrid Neel
- Misaki Doi /  Nao Hibino → thay thế bởi  Linda Fruhvirtová /  Tereza Martincová
- Coco Gauff /  Caty McNally → thay thế bởi  Beatrice Gumulya /  Jessy Rompies
- Makoto Ninomiya /  Yang Zhaoxuan → thay thế bởi  Jamie Loeb /  Erin Routliffe

Trong giải đấu
- Linda Fruhvirtová /  Tereza Martincová

### Bỏ cuộc
- Arina Rodionova /  Rosalie van der Hoek

## Nhà vô địch

### Đơn
- Astra Sharma đánh bại  Ons Jabeur, 2–6, 7–5, 6–1

### Đôi
- Hailey Baptiste /  Caty McNally đánh bại  Ellen Perez /  Storm Sanders, 6–7(4–7), 6–4, [10–6]